# Ghaẕanfarī
Ghaẕanfarī (persiska: غضنفری) är en ort i Iran.   Den ligger i provinsen Khorasan, i den östra delen av landet, 800 km öster om huvudstaden Teheran. Ghaẕanfarī ligger 860 meter över havet och antalet invånare är 194.
Terrängen runt Ghaẕanfarī är platt österut, men västerut är den kuperad. Terrängen runt Ghaẕanfarī sluttar brant österut. Runt Ghaẕanfarī är det glesbefolkat, med 13 invånare per kvadratkilometer. Närmaste större samhälle är Qāsemābād, 19,6 km norr om Ghaẕanfarī. Omgivningarna runt Ghaẕanfarī är i huvudsak ett öppet busklandskap.